# Joint Agency Coordination Centre
Joint Agency Coordination Centre (viết tắt: JACC) là một cơ quan của chính phủ Australia, được thành lập vào ngày 30 tháng 3 năm 2014 để điều phối các hoạt động tìm kiếm và cứu hộ cho Chuyến bay 370 của Malaysia Airlines, mất tích bí ẩn vào ngày 8 tháng 3 năm 2014 và sau đó máy bay được cho là đã rơi xuống Ấn Độ Dương. JACC cũng là một cơ quan thuộc Bộ Cơ sở hạ tầng và Phát triển Khu vực của Australia, do Judith Zielke đứng đầu.

## Lịch sử

### Thành lập
Thủ tướng Australia Tony Abbott tuyên bố thành lập JACC vào ngày 30 tháng 3 năm 2014 để điều phối việc tìm kiếm cứu hộ trong vùng biển của Australia. Ban đầu JACC có trụ sở tại Perth, Tây Úc, sau đó đã được chuyển đến Canberra vào tháng 5 năm 2014, mặc dù có thể được chuyển đến Perth nếu cần thiết.

### Tìm kiếm cứu hộ

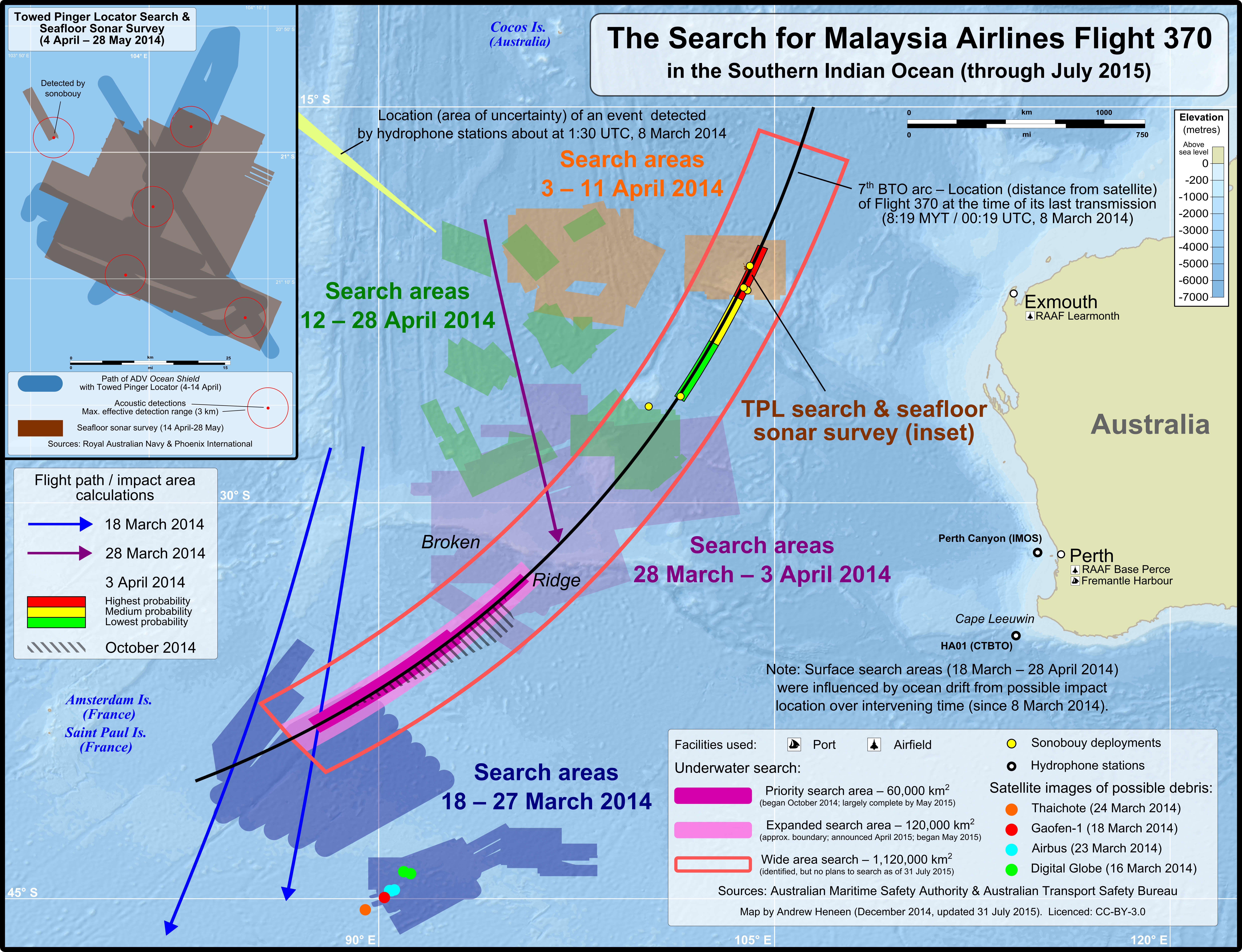
Các khu vực tìm kiếm MH370 ở phía nam Ấn Độ Dương. Hình bên cho thấy con đường được thực hiện bởi tàu ADV Ocean Shield vận hành thiết bị định vị pinger được kéo, dò tìm âm thanh và tìm kiếm sonar. Giai đoạn dưới nước hiện tại (cả khu vực tìm kiếm diện rộng và khu vực ưu tiên) được hiển thị bằng màu hồng.

Sau khi JACC được thành lập, việc tìm kiếm dưới biển tiếp tục cho đến ngày 28 tháng 4. Một cuộc tìm kiếm cho các đèn hiệu định vị dưới nước gắn với thiết bị ghi chuyến bay đã kết thúc vào ngày 14 tháng 4, tiếp theo là cuộc tìm kiếm bằng sóng siêu âm của đáy biển, và kết thúc vào ngày 28 tháng 5 nhưng không tìm thấy bất kỳ mảnh vỡ nào của MH370.

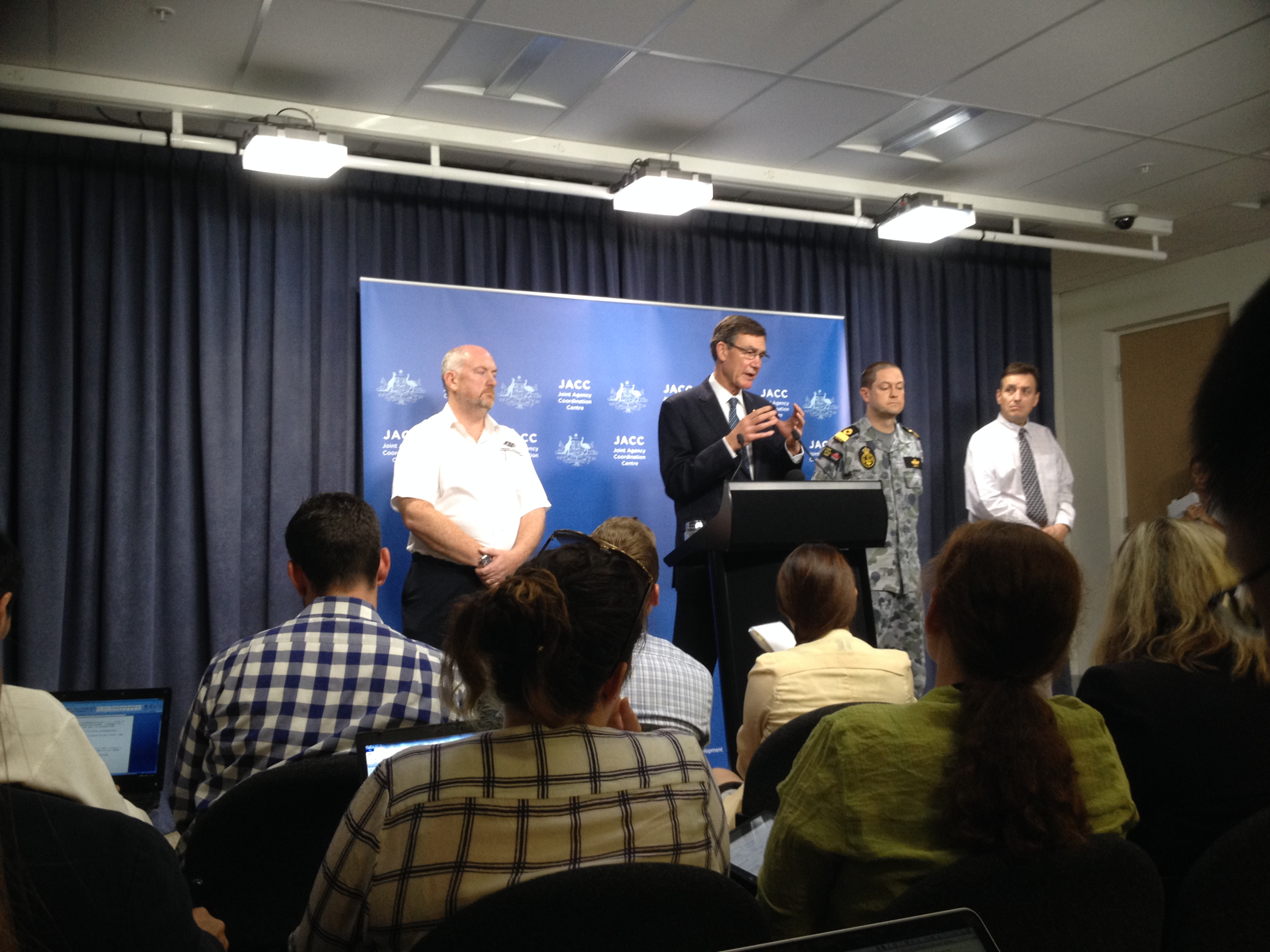
Angus Houston phát biểu trong cuộc họp báo JACC ở Perth vào ngày 14 tháng 4 năm 2014

### Liên lạc
JACC đóng vai trò là đầu mối liên lạc duy nhất cho thân nhân của các hành khách MH370. Các cập nhật tìm kiếm hàng tuần của cơ quan được cung cấp bằng cả tiếng Anh và tiếng Quan Thoại (phần lớn người thân hành khách MH370 là người Trung Quốc). Ngoài thông tin tìm kiếm, JACC còn đóng vai trò là người liên lạc với gia đình hành khách để cung cấp các dịch vụ thị thực, tư vấn, hỗ trợ và phiên dịch.